# Crença
Crenças são estados mentais em que se assume que algo é verdadeiro ou provável. Elas são expressas linguisticamente por meio de afirmações. Há discordância sobre quais são as características essenciais das crenças: os representacionalistas identificam crenças com atitudes proposicionais em relação a representações, enquanto os funcionalistas veem seu papel causal como essencial e os interpretacionistas se concentram na dependência da interpretação de outra pessoa.
O conceito de crença se aplica a diferentes tipos de atitudes mentais, que podem ser classificadas usando algumas distinções básicas. As crenças ocorrentes são conscientes ou causalmente ativas de outra maneira, enquanto as crenças disposicionais estão atualmente inativas. As crenças plenas implicam a aceitação sem reservas de que algo é verdadeiro, enquanto as crenças parciais incluem um certo grau de certeza com respeito à probabilidade. Em seu significado principal, crença é considerada como crença-de-que, ou seja, como uma atitude mental em relação a uma proposição ou um estado de coisas. Isto contrasta com o uso como crença-em, que geralmente se refere à confiança em uma pessoa ou a uma atitude em relação à existência de algo. Este sentido desempenha um papel central na crença religiosa com respeito à crença em Deus. Há várias teorias sobre como o conteúdo de uma crença depende do conteúdo de outras crenças mantidas pela mesma pessoa. Os atomistas negam tais relações de dependência, os molecularistas as restringem a crenças intimamente relacionadas, enquanto os holistas sustentam que elas podem existir entre quaisquer crenças. Os externalistas assumem que as crenças de uma pessoa dependem de sua relação com os arredores, enquanto os internalistas sustentam que são determinadas apenas pelo que ocorre na cabeça dessa pessoa.
As crenças desempenham um papel central na epistemologia, onde o conhecimento tem sido tradicionalmente definido como crença verdadeira justificada.

## Concepções
Várias concepções das características essenciais das crenças foram propostas, mas não há consenso sobre qual é a correta. O representacionalismo é a posição tradicionalmente dominante. Em sua forma mais comum, sustenta que as crenças são atitudes mentais em relação a representações, que são geralmente identificadas com proposições. Estas atitudes fazem parte da constituição interna da mente que mantém a atitude. Esta visão contrasta com o funcionalismo, que define as crenças não em termos da constituição interna da mente, mas em termos da função ou do papel causal desempenhado pelas crenças. Segundo o disposicionalismo, as crenças são identificadas com disposições para se comportar de certas maneiras. Esta visão pode ser vista como uma forma de funcionalismo, que define crenças em termos do comportamento que tendem a causar. O interpretacionismo constitui outra concepção, que ganhou popularidade na filosofia contemporânea. Sustenta que as crenças de uma entidade são, em certo sentido, dependentes ou relativas à interpretação que outra pessoa faz dessa entidade. O representacionalismo tende a ser associado a um dualismo mente-corpo. As considerações naturalistas contra este dualismo estão entre as motivações para escolher uma das concepções alternativas.

### Representacionalismo
O representacionalismo caracteriza as crenças em termos de representações mentais. Representações são geralmente definidas como objetos com propriedades semânticas, como ter um conteúdo, referir-se a algo, ou ser verdadeiro ou falso. Crenças formam uma classe especial de representações mentais, pois não envolvem qualidades sensoriais para representar algo, ao contrário das percepções ou memórias episódicas. Por causa disso, parece natural interpretar crenças como atitudes dirigidas a proposições, que também constituem representações não sensoriais, ou seja, como atitudes proposicionais. Como atitudes mentais, as crenças são caracterizadas tanto por seu conteúdo quanto por seu modo. O conteúdo de uma atitude é aquele para o qual esta atitude é dirigida: seu objeto. Atitudes proposicionais são dirigidas a proposições. Crenças são geralmente distinguidas de outras atitudes proposicionais, como desejos, por seu modo ou pela forma como são dirigidas a proposições. O modo de crenças tem uma direção de ajuste mente-a-mundo (mind-to-world direction of fit): as crenças tentam representar o mundo como ele é; elas não envolvem, ao contrário dos desejos, uma intenção de mudá-lo. Por exemplo, se Rahul acredita que hoje vai fazer sol, então ele tem uma atitude mental em relação à proposição "Hoje vai fazer sol", que afirma que esta proposição é verdadeira. Isto é diferente do desejo de Sofia de que hoje faça sol, apesar do fato de tanto Rahul quanto Sofía terem atitudes em relação à mesma proposição. A direção de ajuste mente-a-mundo das crenças às vezes é expressa dizendo que as crenças visam a verdade. Este objetivo também se reflete na tendência de revisar uma crença ao receber nova evidência de que é falsa. Assim, ao ouvir a previsão do mau tempo, Rahul provavelmente mudará sua atitude mental, mas Sofia não.[carece de fontes?]
Há diferentes formas de conceber como as representações mentais são realizadas na mente. Uma forma é a hipótese da linguagem do pensamento, que afirma que as representações mentais têm uma estrutura semelhante à linguagem, às vezes chamada de "mentalês". Assim como a linguagem regular, isto envolve elementos simples que são combinados de várias maneiras de acordo com regras sintáticas para formar elementos mais complexos que agem como portadores de significado. Nesta concepção, manter uma crença envolveria armazenar tão elemento complexo na mente. Crenças diferentes são separadas umas das outras porque correspondem a elementos diferentes armazenados na mente. Uma alternativa mais holística à hipótese da linguagem do pensamento é a concepção do mapa, que usa uma analogia com os mapas para elucidar a natureza das crenças. Segundo esta visão, o sistema de crenças de uma mente deve ser concebido não como um conjunto de muitas sentenças individuais, mas como um mapa que codifica as informações contidas nestas sentenças. Por exemplo, o fato de Bruxelas estar a meio caminho entre Paris e Amsterdã pode ser expresso tanto linguisticamente como uma frase quanto em um mapa através de suas relações geométricas internas.[carece de fontes?]

### Funcionalismo
O funcionalismo contrasta com o representacionalismo no sentido de que define crenças não em termos da constituição interna da mente, mas em termos da função ou do papel causal desempenhado por elas. Essa visão é frequentemente combinada com a ideia de que a mesma crença pode ser realizada de várias maneiras e que não importa como é realizada, contanto que desempenhe o papel causal característico dela. Como analogia, um disco rígido é definido de forma funcionalista: ele desempenha a função de armazenar e recuperar dados digitais. Esta função pode ser realizada de muitas maneiras diferentes: sendo feita de plástico ou aço, ou usando magnetismo ou laser. Os funcionalistas sustentam que algo semelhante é verdadeiro para crenças (ou estados mentais em geral). Entre os papéis relevantes para as crenças está sua relação com as percepções e com as ações: as percepções geralmente causam crenças e as crenças causam ações. Por exemplo, ver que um semáforo mudou para vermelho está geralmente associado à crença de que o semáforo está vermelho, o que, por sua vez, faz com que o motorista pare o carro. Os funcionalistas usam tais características para definir crenças: qualquer coisa que seja causada pelas percepções de uma certa maneira e também causa comportamento de uma certa maneira é chamado de crença. Isto é verdade não apenas para os humanos, mas pode incluir animais, alienígenas hipotéticos ou até mesmo computadores. Desta perspectiva, faria sentido atribuir a crença de que um semáforo é vermelho a um veículo autônomo que se comporta como um motorista humano.[carece de fontes?]
O disposicionalismo às vezes é visto como uma forma específica de funcionalismo. Define crenças somente com relação ao seu papel como causas de comportamento ou como disposições para se comportar de certa maneira. Por exemplo, a crença de que há uma tarte na despensa está associada à disposição de afirmar isto quando perguntado e de ir para a despensa quando faminto. Embora seja incontroverso que as crenças moldem nosso comportamento, a tese de que as crenças podem ser definidas exclusivamente através de seu papel na produção de comportamento foi contestada. O problema surge porque os mecanismos que moldam nosso comportamento parecem ser complexos demais para destacar a contribuição geral de uma crença em particular para qualquer situação possível. Por exemplo, pode-se decidir não afirmar que há uma tarte na despensa quando perguntado, porque se quer mantê-la em segredo. Ou pode-se não comer a tarte apesar de estar com fome, porque também acredita que está envenenada. Devido a esta complexidade, não podemos definir mesmo uma crença tão simples como esta em termos das disposições comportamentais pelas quais é responsável.

### Interpretacionismo
Segundo o interpretacionismo, as crenças de uma entidade são, em certo sentido, dependentes ou relativas à interpretação por outra pessoa sobre esta entidade. Daniel Dennett é um defensor importante de tal posição. Sustenta que atribuímos crenças a entidades a fim de prever como elas se comportarão. Entidades com padrões comportamentais simples podem ser descritas usando leis físicas ou em termos de sua função. Dennett se refere a estas formas de explicação como a "postura física" e a "postura de design". Estas posturas são contrastadas com a postura intencional, que é aplicada a entidades com um comportamento mais complexo, ao atribuir crenças e desejos a estas entidades. Por exemplo, podemos prever que uma jogadora de xadrez moverá sua dama para f7 se atribuirmos a ela o desejo de ganhar o jogo e a crença de que este movimento alcançará isso. O mesmo procedimento também pode ser aplicado para prever como um computador de xadrez se comportará. A entidade tem a crença em questão se essa crença pode ser usada para prever seu comportamento. Ter uma crença é relativo a uma interpretação, já que podem haver diferentes maneiras igualmente boas de atribuir crenças para prever o comportamento. Portanto, pode haver outra interpretação que prevê o movimento da dama para f7 que não envolve a crença de que este movimento ganhará o jogo. Outra versão do interpretacionismo é devida a Donald Davidson, que usa o experimento mental da interpretação radical, no qual o objetivo é dar sentido ao comportamento e à linguagem de outra pessoa a partir do zero, sem nenhum conhecimento da linguagem desta pessoa. Esse processo envolve a atribuição de crenças e desejos ao falante. O falante realmente tem estas crenças se este projeto puder ser bem-sucedido em princípio.
O interpretacionismo pode ser combinado com o eliminativismo e o instrumentalismo sobre as crenças. Os eliminativistas sustentam que, estritamente falando, não há crenças. Os instrumentalistas concordam com os eliminativistas, mas acrescentam que as atribuições de crenças são úteis, no entanto. Essa utilidade pode ser explicada em termos do interpretacionismo: as atribuições de crenças nos ajudam a prever como as entidades se comportarão. Argumentou-se que o interpretacionismo também pode ser entendido em um sentido mais realista: que as entidades realmente têm as crenças atribuídas a elas e que estas crenças participam da rede causal. Mas, para que isto seja possível, pode ser necessário definir o interpretacionismo como uma metodologia e não como uma visão ontológica das crenças.

## Tipos
As crenças podem ser categorizadas em vários tipos, dependendo de seu estado ontológico, seu grau, seu objeto ou suas propriedades semânticas.[carece de fontes?]

### Ocorrente e disposicional
Ter uma crença ocorrente de que o Grand Canyon está no Arizona envolve entreter a representação associada a esta crença, por exemplo, pensando ativamente sobre isso. Mas a grande maioria de nossas crenças não estão ativas na maior parte do tempo: estão meramente disposicionais. Elas geralmente se tornam ativadas ou occurrentes quando são necessárias ou relevantes de alguma forma e, em seguida, voltam ao seu estado disposicional depois. Por exemplo, a crença de que 57 é maior que 14 era provavelmente disposicional para o leitor antes de ler esta frase, se tornou ocorrente durante a leitura e pode logo se tornar disposicional novamente quando a mente se concentra em outro lugar. A distinção entre crenças ocorrentes e disposicionais é às vezes identificada com a distinção entre crenças conscientes e inconscientes. Mas foi argumentado que, apesar da sobreposição, as duas distinções não coincidem. A razão para isto é que as crenças podem moldar o comportamento de uma pessoa e estar envolvidas no seu raciocínio, mesmo que o sujeito não esteja consciente delas. Tais crenças são casos de estados mentais ocorrentes inconscientes. Nesta visão, estar ocorrente corresponde a estar ativo, seja consciente ou inconscientemente.
Uma crença disposicional não é o mesmo que uma disposição para crer. Temos várias disposições para crer, dadas as percepções adequadas, por exemplo, crer que está chovendo dada a percepção de chuva. Sem esta percepção, ainda há uma disposição para crer, mas nenhuma crença disposicional real. Em uma concepção disposicionalista de crença, não há crenças ocorrentes, já que todas as crenças são definidas em termos de disposições.

### Plena e parcial
Uma disputa importante na epistemologia formal diz respeito à questão de saber se as crenças devem ser conceitualizadas como crenças plenas (full beliefs) ou como crenças parciais (partial beliefs).  Crenças plenas são atitudes do tipo tudo ou nada: ou alguém tem uma crença em uma proposição, ou não. Esta concepção é suficiente para entender muitas atribuições de crenças encontradas na linguagem cotidiana: por exemplo, a crença de Pedro de que a Terra é maior que a Lua. Mas alguns casos que envolvem comparações entre crenças não são facilmente captadas apenas através de crenças plenas: por exemplo, que a crença de Pedro de que a Terra é maior que a Lua é mais certa que sua crença de que a Terra é maior que Vênus. Tais casos são mais naturalmente analisados em termos de crenças parciais envolvendo graus de crença, referidos como "credence" na literatura inglesa. Quanto maior o grau de uma crença, mais certo está o crente de que a proposição crida é verdadeira. Isto é normalmente formalizado por números entre 0 e 1: um grau de 1 representa uma crença absolutamente certa, uma crença de 0 corresponde a uma descrença absolutamente certa e todos os números intermediários correspondem a graus intermediários de certeza. Na abordagem bayesiana, estes graus são interpretados como probabilidades subjetivas: por exemplo, uma crença de grau 0,9 de que vai chover amanhã significa que o agente pensa que a probabilidade de chuva amanhã é de 90%. O bayesianismo usa essa relação entre crenças e probabilidade para definir as normas de racionalidade em termos das leis de probabilidade. Isto inclui tanto leis sincrônicas sobre o que se deve crer a qualquer momento quanto leis diacrônicas sobre como se deve revisar suas crenças ao receber nova evidência.
A questão central na disputa entre crenças plenas e parciais é se estes dois tipos são realmente tipos distintos ou se um tipo pode ser explicado em termos do outro. Uma resposta a esta pergunta é chamada de tese lockeana. Afirma que as crenças parciais são básicas e que as crenças plenas devem ser concebidas como crenças parciais acima de um certo limite: por exemplo, que toda crença acima de 0,9 é uma crença plena. Os defensores de uma noção primitiva de crença plena, por outro lado, tentaram explicar as crenças parciais como crenças plenas sobre probabilidades. Nesta visão, ter uma crença parcial de grau 0,9 de que vai chover amanhã é o mesmo que ter uma crença plena de que a probabilidade de chuva amanhã é de 90%. Outra abordagem contorna completamente a noção de probabilidade e substitui graus de crença por graus de disposição para revisar crenças plenas. Nessa perspectiva, tanto uma crença do grau 0,6 quanto uma crença do grau 0,9 podem ser vistas como crenças plenas. A diferença entre elas é que a primeira crença pode ser facilmente mudada ao receber novas evidências, enquanto a segunda é mais estável.

### Crença-em e crença-de-que
Tradicionalmente, os filósofos concentraram-se principalmente em suas investigações sobre a crença na noção de crença-de-que (belief-that).  A crença-de-que pode ser caracterizada como uma atitude proposicional em relação a uma afirmação que é verdadeira ou falsa. A crença-em, por outro lado, está mais intimamente relacionada a noções como confiança ou fé, já que se refere geralmente a uma atitude para com as pessoas. A crença-em desempenha um papel central em muitas tradições religiosas nas quais a crença em Deus é uma das virtudes principais de seus seguidores. A diferença entre crença-em e crença-de-que às vezes é embaçada, já que várias expressões usando o termo "crença em" parecem ser traduzíveis em expressões correspondentes usando o termo "crença de que" em seu lugar. Por exemplo, pode-se dizer que uma crença em fadas é uma crença de que as fadas existem. Nem todos os usos de crença-em dizem respeito à existência de algo: alguns são elogiosos, já que expressam uma atitude positiva em relação ao seu objeto. Foi sugerido que estes casos também podem ser explicados em termos de crença-de-que. Por exemplo, uma crença no casamento poderia ser traduzida como uma crença de que o casamento é bom. A crença-em é usada em um sentido semelhante quando se expressa autoconfiança ou fé em si mesmo ou nas próprias habilidades.[carece de fontes?]
Os defensores de um relato redutivo da crença-em têm usado esta linha de pensamento para argumentar que a crença em Deus pode ser analisada de forma semelhante: por exemplo, que equivale a uma crença de que Deus existe com seus atributos característicos, como onisciência e onipotência. Os opositores deste relato muitas vezes admitem que a crença em Deus pode implicar várias formas de crença-em-que, mas que há aspectos adicionais na crença-em que não são redutíveis à crença-de-que. Por exemplo, uma crença em um ideal pode envolver a crença de que este ideal é algo bom, mas além disso, envolve uma atitude avaliativa positiva em relação a esse ideal que vai além de uma mera atitude proposicional. Aplicado à crença em Deus, os oponentes da abordagem redutiva podem sustentar que uma crença de que Deus existe pode ser uma condição necessária para a crença em Deus, mas que não é suficiente.

### De dicto e de re
A diferença entre as crenças de dicto e de re ou as atribuições correspondentes diz respeito às contribuições que termos singulares como nomes e outros dispositivos referenciais fazem às propriedades semânticas da crença ou sua atribuição. Em contextos regulares, o valor de verdade de uma sentença não muda após a substituição de termos correferenciais. Por exemplo, já que os nomes "Superman" e "Clark Kent" se referem à mesma pessoa, podemos substituir um pelo outro na sentença "Superman é forte" sem alterar seu valor de verdade. Mas esta questão é mais complicada no caso de atribuições de crenças. Por exemplo, Lois crê que Superman é forte, mas ela não crê que Clark Kent é forte. Essa dificuldade surge devido ao fato de que ela não saber que os dois nomes se referem à mesma entidade. Crenças ou atribuições de crenças para as quais essa substituição geralmente não funciona são de dicto, caso contrário, são de re. Assim, em um sentido de re, Lois crê que Clark Kent é forte, enquanto em um sentido de dicto ela não o crê. Os contextos correspondentes às atribuições de dicto são conhecidos como contextos referencialmente opacos, enquanto as atribuições de re são referencialmente transparentes.

## Conteúdos de crenças
Como representações mentais, as crenças têm conteúdos. O conteúdo de uma crença é aquilo do que se trata esta crença ou o que ela representa. Dentro da filosofia, há várias disputas sobre como o conteúdo das crenças deve ser entendido. Holistas e molecularistas sustentam que o conteúdo de uma crença em particular depende ou é determinado por outras crenças possuídas pelo mesmo sujeito, o que é negado pelos atomistas. A questão da dependência ou determinação também desempenha um papel central no debate internalismo-externalismo. O internalismo afirma que os conteúdos das crenças de alguém dependem apenas do que é interno a essa pessoa: eles são determinados inteiramente pelas coisas que acontecem dentro da cabeça dessa pessoa. O externalismo, por outro lado, sustenta que as relações com os arredores também têm um papel a desempenhar nisto.[carece de fontes?]

### Atomismo, molecularismo e holismo
A discordância entre atomismo, molecularismo e holismo diz respeito à questão de como o conteúdo de uma crença depende do conteúdo de outras crenças sustentadas pelo mesmo sujeito. Os atomistas negam tais relações de dependência, os molecularistas as restringem a apenas algumas crenças estreitamente relacionadas, enquanto os holistas sustentam que podem obter entre quaisquer duas crenças, por menos relacionadas que pareçam. Por exemplo, suponha que Mei e Benjamin afirmam que Júpiter é um planeta. A explicação mais simples, dada pelos atomistas, seria que eles têm a mesma crença, ou seja, que afirmam que o mesmo conteúdo é verdadeiro. Mas agora suponha que Mei também acredita que Plutão é um planeta, o que é negado por Benjamin. Isto indica que eles têm conceitos diferentes de planeta, o que significaria que eles estavam afirmando conteúdos diferentes quando ambos concordaram que Júpiter é um planeta. Este raciocínio leva ao molecularismo ou holismo porque o conteúdo da crença de Júpiter depende da crença de Plutão neste exemplo.
Uma motivação importante para essa posição vem do holismo confirmacional de W. V. Quine, que sustenta que, devido a esta interconexão, não podemos confirmar ou desconfirmar hipóteses individuais, que a confirmação acontece no nível da teoria como um todo. Outra motivação se deve a considerações sobre a natureza da aprendizagem: muitas vezes não é possível compreender um conceito, como a força na física newtoniana, sem entender outros conceitos, como massa ou energia cinética. Um problema para o holismo é que os desacordos genuínos parecem ser impossíveis ou muito raros: os disputantes geralmente não falariam da mesma coisa, já que nunca compartilham exatamente a mesma rede de crenças necessária para determinar o conteúdo da fonte do desacordo.

### Internalismo e externalismo
O internalismo e o externalismo discordam sobre se o conteúdo de nossas crenças é determinado apenas pelo que está acontecendo em nossa cabeça ou também por outros fatores.  Os internalistas negam tal dependência de fatores externos. Eles sustentam que uma pessoa e uma cópia exata teriam exatamente as mesmas crenças. Hilary Putnam se opõe a esta posição por meio de seu experimento de pensamento da Terra gêmea. Ele imagina uma Terra gêmea em outra parte do universo que é exatamente igual à nossa, exceto que a água deles tem uma composição química diferente, apesar de se comportar exatamente como a nossa. De acordo com Putnam, o pensamento do leitor de que a água é molhada diz respeito à nossa água, enquanto o pensamento do gêmeo do leitor na Terra gêmea de que a água é molhada diz respeito à água deles. Este é o caso apesar do fato de que os dois leitores têm a mesma composição molecular. Portanto, parece necessário incluir fatores externos para explicar a diferença. Um problema com esta posição é que esta diferença de conteúdo não traz consigo nenhuma diferença causal: os dois leitores agem exatamente da mesma maneira. Isto lança dúvidas sobre a tese de que há alguma diferença genuína, que precisa de explicação, entre os conteúdos das duas crenças.

## Em várias disciplinas

### Epistemologia

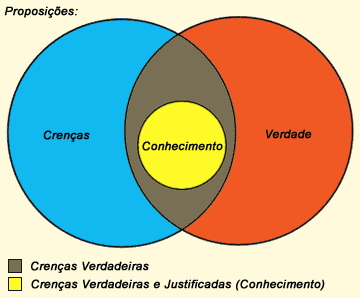
Diagrama do Conhecimento. Em amarelo representa-se o conhecimento como um conjunto de crenças verdadeiras, que foram provadas e justificadas. Em marrom estão as crenças verdadeiras, mas ainda não provadas. Em azul representam-se as crenças falsas, e em vermelho, as verdades desconhecidas.

Os termos crença e conhecimento são usados de formas diferentes na filosofia.
A epistemologia é o estudo filosófico do conhecimento e da crença. O principal problema na epistemologia é entender exatamente o que é necessário para que nós tenhamos conhecimento verdadeiro. Em uma noção derivada do diálogo de Platão Teeteto, a filosofia tem tradicionalmente definido conhecimento como "crença verdadeira justificada". A relação entre crença e conhecimento é que uma crença é o conhecimento, se a crença é verdadeira e se o crente tem uma justificativa (afirmações/provas /orientações razoáveis e necessariamente plausíveis) para acreditar que é verdade.[carece de fontes?]
A falsa crença não é considerada conhecimento, mesmo que seja sincera. Por exemplo, um crente da teoria da Terra plana não sabe que a Terra é esférica. Mais tarde, os epistemólogos  por exemplo  Gettier (1963) e Goldman (1967), questionaram a definição de "crença verdadeira justificada".[carece de fontes?]
Como Descartes, Peirce começou diferenciando crença de dúvida. Para ele, esses são dois estados de mente relativamente fáceis de distinguir, o estado de dúvida, observa ele, é "um estado irritante e insatisfatório, do qual lutamos para nos libertar"; diferentemente, o estado de crença "é calmo e satisfatório". Não somente sentimos um forte desejo de converter a dúvida em crença, mas chegamos a nos esforçar para manter as crenças que já temos, para evitar cair novamente em dúvida. Peirce diz "Atemo-nos tenazmente, não somente a crer, mas a crer exatamente naquilo que já cremos."

### Psicologia
Na psicologia, o termo crença na autoeficiência define a crença de alguém em seu próprio poder de agir de modo efetivo ou de influencia eventos. Associada ao trabalho de Albert Bandura, a teoria da autosuficiência argumenta que uma forte crença na autosuficiência contribui para um senso positivo de lidar com o mundo, portanto está intimamente ligada com a noção de locus interno  de controle. De acordo com Bandura, é mais saudável psicologicamente para um indivíduo ter uma crença em sua autosuficiência levemente mais alta do que a evidência pode garantir, desde que isso o encoraje a assumir tarefas mais difíceis e a persistir nelas.
As crenças são, por vezes, divididas em crenças raiz (que estão ativamente pensadas) e crenças disposicionais (a que pode ser atribuída a alguém que não tenha pensado sobre o assunto). Por exemplo, se questionado: "Você acredita que tigres vestem pijamas?" um indivíduo pode responder que não, apesar do fato de nunca ter pensado sobre essa situação antes.

#### A formação da crença
Os estudos da psicologia sobre a formação das crenças e a relação entre crenças e ações indicam vários modos de formação de crenças:
- pela interiorização das crenças das pessoas que nos rodeiam durante a infância. Albert Einstein é frequentemente citado como tendo dito que "O senso comum é a coleção de preconceitos adquiridos até aos dezoito anos."[43] A maioria das pessoas acredita na religião ensinada e vivida na infância.[44]
- pela adoção das crenças de um líder carismático, mesmo que essas crenças sejam negadas por todas as crenças anteriores e produzam ações opostas aos interesses do indivíduo.[45] A crença é voluntária? Indivíduos racionais precisam conciliar sua realidade direta com qualquer dita crença e, portanto, se a crença não está presente ou possível, isso reflete o fato de que as contradições eram necessariamente superadas, usando dissonância cognitiva.
- como resultado da propaganda , a qual utiliza a repetição, choque e associação com imagens de sexo, amor, beleza e/ou símbolos de fortes emoções positivas para criar ou alterar crenças.[46]
- como resultado de trauma físico (especialmente na cabeça) que pode alterar radicalmente as crenças de um indivíduo.[47]

Até as pessoas mais educadas e conscientes do processo de formação de crenças se agarram firmemente às suas crenças e agem de acordo com elas, mesmo contra seu próprio interesse. Na Teoria da Liderança de Anna Rowley, ela afirma: "Você quer que suas crenças mudem. É a prova de que você está mantendo os olhos abertos, vivendo plenamente e aceitando tudo o que o mundo e as pessoas ao seu redor podem lhe ensinar." Isso significa que as crenças dos povos devem evoluir à medida que ganham novas experiências.